# Kriens
Kriens est une ville et commune suisse du canton de Lucerne, située dans l'arrondissement électoral de Lucerne-campagne.

## Géographie

Vue aérienne (1949)

Kriens mesure 27,34 km2.
Situé au pied septentrional du Mont Pilate, Kriens est un gros bourg industriel de la périphérie de Lucerne. La ville est surplombée par le Sonnenberg (705 m d’altitude)

## Démographie
Kriens possède 29 632 habitants fin 2023. Sa densité de population atteint 1084 hab./km2.

## Histoire
Le nom de Chrientes est mentionné dans la deuxième partie du IXe siècle. La commune fut propriété des Habsbourg en 1291. Un siècle plus tard, après la bataille de Sempach, elle devint un bailliage du canton de Lucerne.
La famille Anderallmend possède le château du Schauensee, entre 1620/1644 et 1737/1749.

## Culture et patrimoine

### Monuments et curiosités
- Musée Bellpark
- Église Saint-Gall et Saint-Otmar.
- Château du Schauensee
- Notre-Dame de Lorette à Hergiswald
- Schappe Kulturquadrat
- Südpol

### Héraldique
| Blason | Blasonnement : D'argent au saint Gall accompagné de l'ours portant son bois sur une terrasse de sinople |

### Personnalités liées à la commune
- Bolette Petri-Sutermeister (née en 1920), écrivaine helvético-danoise

## Transports
- Autoroute A2, sorties 27 Luzern-Kriens et 28 Luzern-Horw
- Different lignes de bus pour Lucerne, Horw et Malters
- Station de train "Kriens Mattenhof" avec des trains pour Lucerne, Giswil et Wolfenschiessen
- Funiculaire du Sonnenberg
- Téléphérique du Mont Pilate

## Sports
- SC Kriens, club de football